# 坂道発進

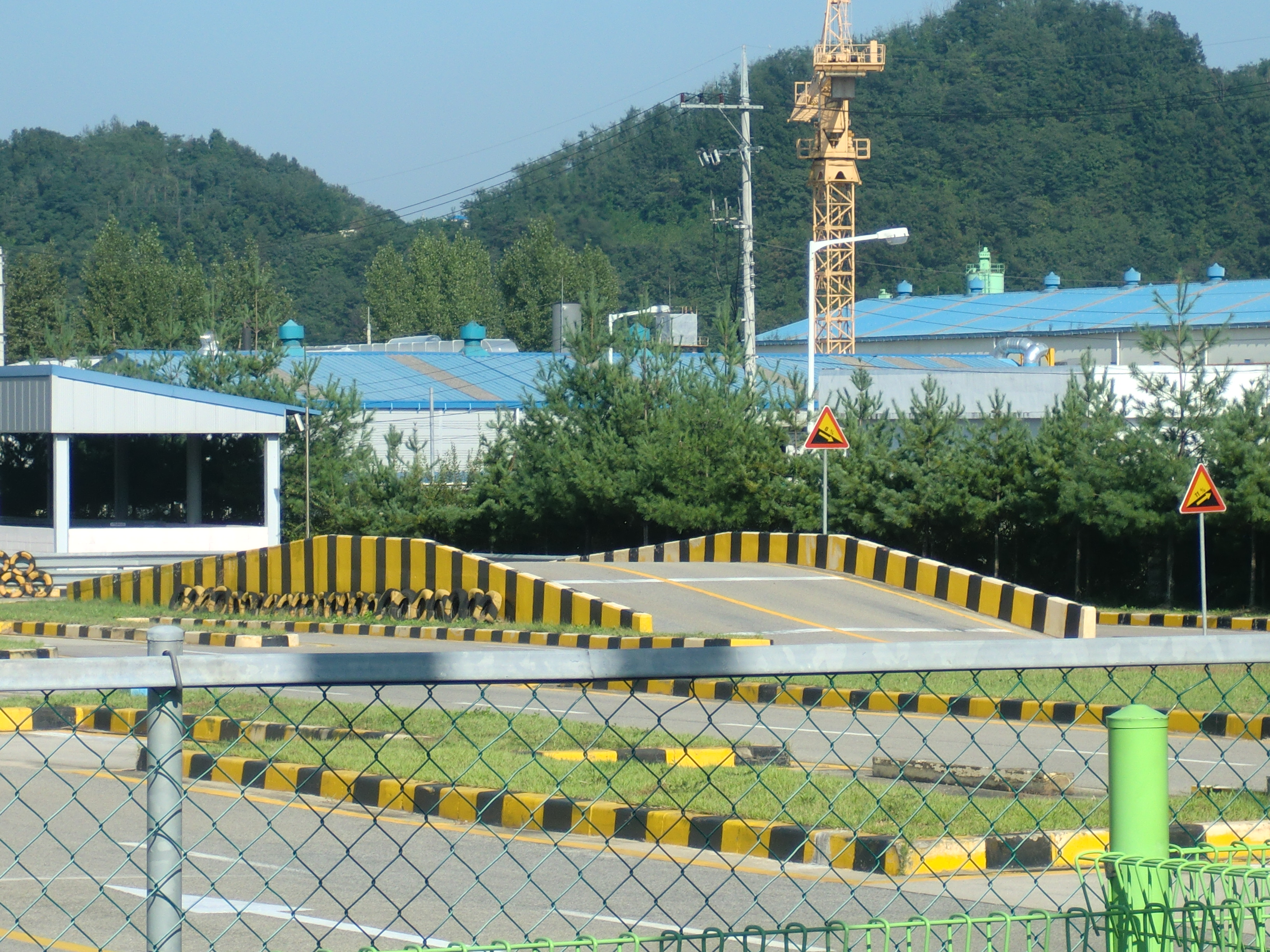
聞慶運転免許試験場の普通免許技能試験場の使用されなくなった坂道発進コース

坂道発進（さかみちはっしん）は、上り勾配で停車している車両を発進させる際に用いられる運転技術である。

## 概要
坂道発進は発進時にブレーキを解放した際に車両が後退するのを防ぐための操作である。マニュアルトランスミッションを搭載した自動車やオートバイなどのほか、鉄道車両の運転で用いられる。
マニュアルトランスミッションを搭載した自動車やオートバイなどではクラッチを接続する操作と同時にブレーキを徐々に解除する技法で、日本では自動車やオートバイの技能試験、ならび自動車教習所の修了検定で行われる必修課題のひとつになっている。一方で、坂道発進補助装置や電子式パーキングブレーキが普及するに伴い、特別な操作を行わなくても坂道発進ができる車種が増えている。

## 自動車
上り勾配が緩やかな場合は、右足をブレーキペダルからアクセルペダルへ踏み換えるのと同時に左足で半クラッチにして、車両を大きく後退させることなく発進させることができる。ブレーキペダルとクラッチペダルとでは後者のほうが遊びが大きいので、ブレーキを解除すると同時に半クラッチにするには遊びの大きいクラッチペダルのほうを先に操作し始める必要がある。実際の操作としてはブレーキペダルを踏んだままクラッチペダルを上げ始め、遊びがなくなり半クラッチになり始めたときにブレーキペダルからアクセルペダルへ踏み替えることになる。この発進方法を「踏み替え発進」と呼ぶ場合がある。
しかし、勾配がきつい場合や積載量が多い場合はパーキングブレーキを利用した方法がとられる。パーキングブレーキをかけた状態で徐々にクラッチを繋ぎながら発進操作を行い、発進可能な駆動力が伝達されたところでパーキングブレーキを徐々に解除する。
日本の自動車教習所では、通常はパーキングブレーキを利用した坂道発進が教えられ、踏み替え発進は検定外の技能習得の一環として教習課程内で指導する場合がある。
坂道発進は、運転免許試験場における仮運転免許の技能試験、および指定自動車教習所の修了検定で審査され、停止した位置からの後退が一定距離内ならば減点対象となり、1mを越えるないしは技能検定員等が危険があったと判断した場合はその時点で検定不合格となる。

## オートバイ
MT搭載車の場合は、後輪ブレーキを右足ペダルで操作し、クラッチを左手ハンドルレバー、アクセルを右手ハンドルグリップで操作するので後輪ブレーキを利用して坂道発進が行われる。後輪ブレーキをかけたままクラッチを徐々に繋ぎ、発進可能な動力が伝達されたところで後輪ブレーキを徐々に解除する。
自動遠心クラッチを採用したAT搭載車の場合は、左手ハンドルレバーのブレーキをかけたままアクセルを開き、クラッチが繋がって充分に発進可能な動力が伝達されたところで左手ハンドルレバーのブレーキを徐々に解除して発進する。

## 鉄道車両
基本的にはブレーキを緊結したまま動力を伝達しブレーキを緩解させて発進する方法をとる。
鉄道車両は摩擦係数が低いので、牽き出す際に動力が強いと空転を起こす事があるため、まず転動しない程度のブレーキをかけておき、力行させてからブレーキを徐々に弱めて、車両が発進し出してからブレーキを全て緩解する。
しかし、電磁直通ブレーキ以降の車両には、ブレーキ弁ハンドルがブレーキ位置にあるとマスターコントローラを入力しても力行回路が構成されない保護回路を設けてある車両も多いためこの方式は使えない。その場合には空気ブレーキが排気に時間がかかることを利用して、マスターコントローラを入力しておき高圧力から一気に排気し、ブレーキシリンダーに残圧があるうちに力行回路を構成し発進する操作方を行うことで後退を抑制する。
なお、ワンハンドマスコンを採用する車両においてはこの操作もできないため、同様の操作を行えるように勾配起動スイッチが設けてある車両もある。